# Joan Enric Vives i Sicília
Joan Enric Vives i Sicília (Barcelona, 24 juli 1949) was van 2003 tot 2025 de bisschop van La Seu d'Urgell, Spanje en daarmee ook (samen met de president van Frankrijk) staatshoofd van het co-vorstendom Andorra, het dwergstaatje in de Pyreneeën.
Vives i Sicília werd geboren als zoon van Francesc Vives i Pons en Cornèlia Sicília Ibáñez. Hij volgde op 12 mei 2003 Joan Martí Alanis op. Op 31 mei 2025 werd hij op zijn beurt opgevolgd door Josep-Lluís Serrano Pentinat.